# HMS Raleigh (1919)
Pour les autres navires du même nom, voir HMS Raleigh.
Le HMS Raleigh est un croiseur lourd de classe Hawkins construit pour la Royal Navy à la fin de la Première Guerre mondiale.
Il est mis sur cale aux chantiers navals William Beardmore and Company de Dalmuir le 4 octobre 1916, il est lancé le 28 août 1919 et mis en service en juillet 1921.

## Historique
En avril 1922, il est le navire-amiral de William Pakenham (en), amiral du North America and West Indies Station. 
Sa carrière fut extrêmement brève car le 8 août 1922, onze marins moururent lorsque le navire s'échoua dans une brume épaisse au large de L'Anse Amour, au Labrador. Déclaré perte totale, on lui enleva ensuite ce qui était récupérable avant sa destruction à l'explosif par le HMS Durban en septembre 1926. 
Récemment, l'Unité de plongée de la Flotte (Atlantique) de la marine canadienne a travaillé à enlever des lieux les munitions non explosées.

## Galerie

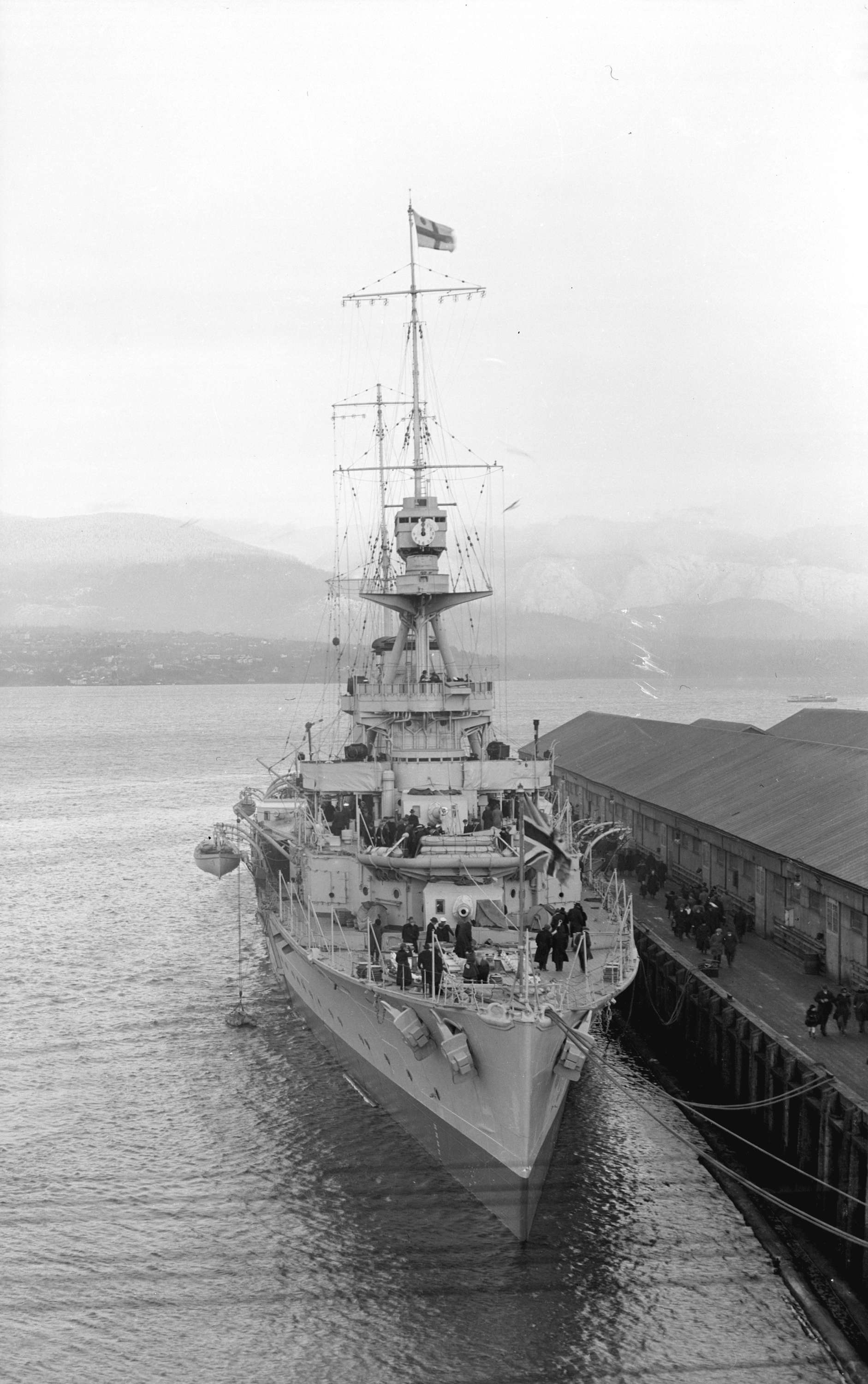
Le Raleigh à Vancouver en 1921.
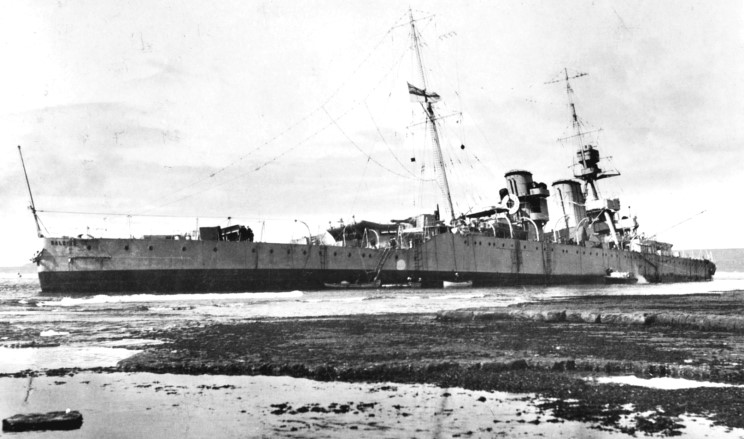
Le Raleigh échoué en août 1922.
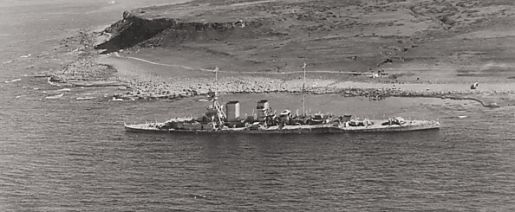
Le Raleigh échoué entre 1922 et 1926.